# Epidesma aurimacola
Epidesma aurimacola är en fjärilsart som beskrevs av William Schaus 1905. Epidesma aurimacola ingår i släktet Epidesma och familjen björnspinnare. Inga underarter finns listade i Catalogue of Life.